# Grand Tour
Pour les articles homonymes, voir Grand tour.

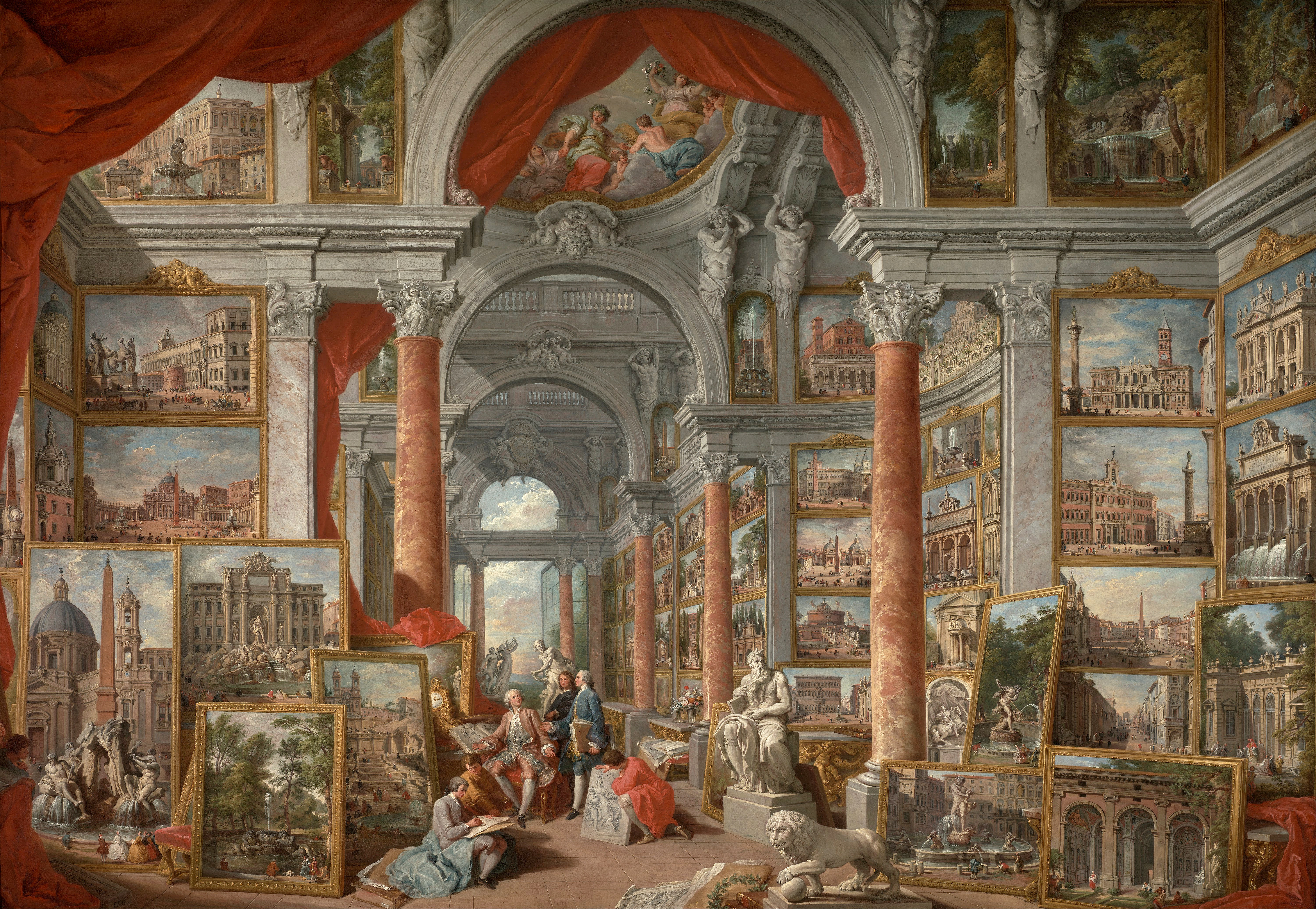
Galerie des antiquités romaines, tableau de Giovanni Paolo Panini (1757).

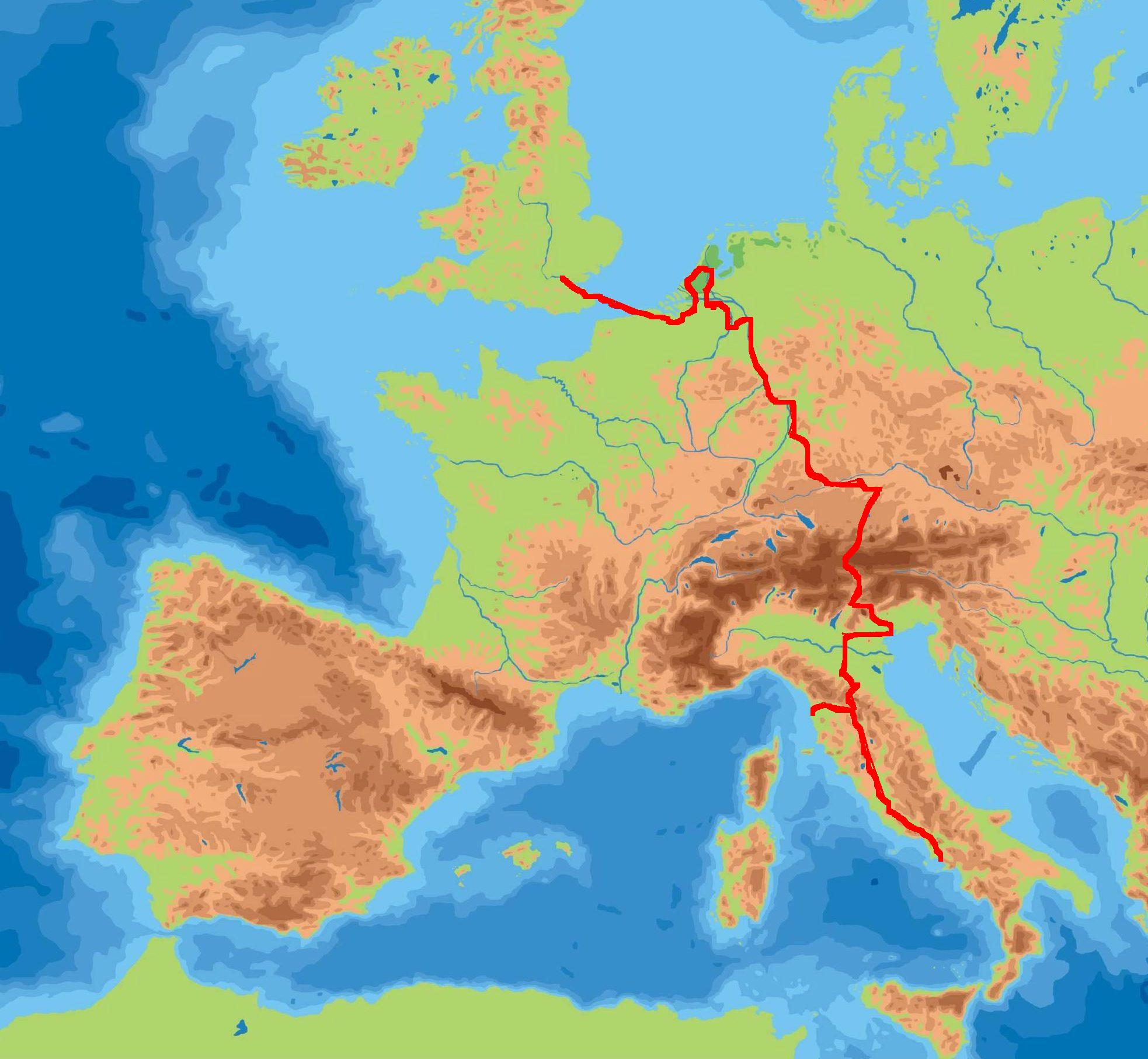
Le Grand Tour effectué par William Thomas Beckford en 1780.

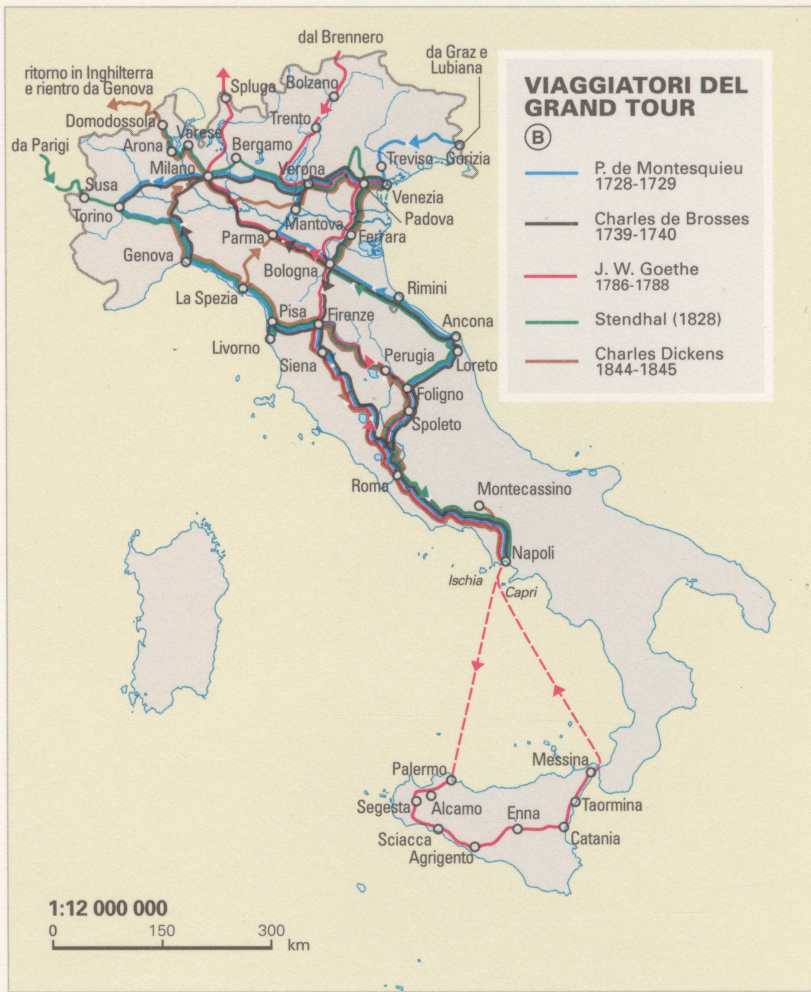
Itinéraires du Grand Tour de Montesquieu, de Brosses, Goethe, Stendhal et Dickens.

Le Grand Tour, écrit de la même façon en anglais, est à l'origine un long voyage en Europe effectué par les jeunes hommes et, plus rarement, par les jeunes femmes des plus hautes classes de la société européenne, britannique, allemande, mais aussi française, néerlandaise, polonaise, scandinave, plus tardivement russe à partir des années 1760, et américaine depuis la seconde moitié du XVIIIe siècle.

## Principe
La pratique, qui émerge vers le milieu du XVIe siècle, s'affirme tout au long du XVIIe siècle, pour culminer au XVIIIe siècle. Ce voyage d'éducation aristocratique est destiné à parfaire l'éducation des jeunes gens et à élever leurs centres d'intérêt, juste après, ou pendant leurs études, alors essentiellement fondées sur les humanités grecques et latines.
Les destinations principales sont avant tout l'Italie, mais aussi la France, les Pays-Bas, l'Allemagne et la Suisse que le jeune homme parcourt en partant et en revenant dans son pays. Plus tard, à partir du milieu du XVIIIe siècle, certains se hasardent jusqu'en Grèce et au Proche-Orient, parfois en Perse.
Ces voyages durent en général plusieurs années, jusqu'à cinq ou six pour les familles les plus fortunées ou pour les jeunes gens les plus ambitieux ; ils sont le plus souvent effectués en compagnie d’un tuteur. Ils deviennent une pratique normale, voire nécessaire à toute bonne éducation pour des jeunes gens destinés à de hautes carrières ou simplement issus de l'aristocratie cultivée.
Aux XVIIIe et XIXe siècles, le Grand Tour est l'apanage des amateurs d'art, des collectionneurs et des écrivains, dont Goethe et Alexandre Dumas. Le Grand Tour a entre autres pour effet de mettre en contact la haute société de l'Europe du Nord avec l’art antique et aide à la diffusion du palladianisme et du néoclassicisme.

## Terminologie
L'histoire de l'expression « Grand Tour » est complexe : si le terme d'origine anglo-saxonne apparaît dans la seconde moitié du XVIIe siècle, il est rarement utilisé par les contemporains. Il a en revanche connu une grande fortune chez les historiens à partir des années 1960, avant de faire l'objet d'études en nombre croissant par la suite. Il est aussi devenu une extraordinaire façon de promotion commerciale, en particulier dans l'univers du tourisme. Quelques grandes expositions, à partir des années 1990, ont achevé d'en faire un objet étonnant de fascination, de la part d'un large public.

## Histoire

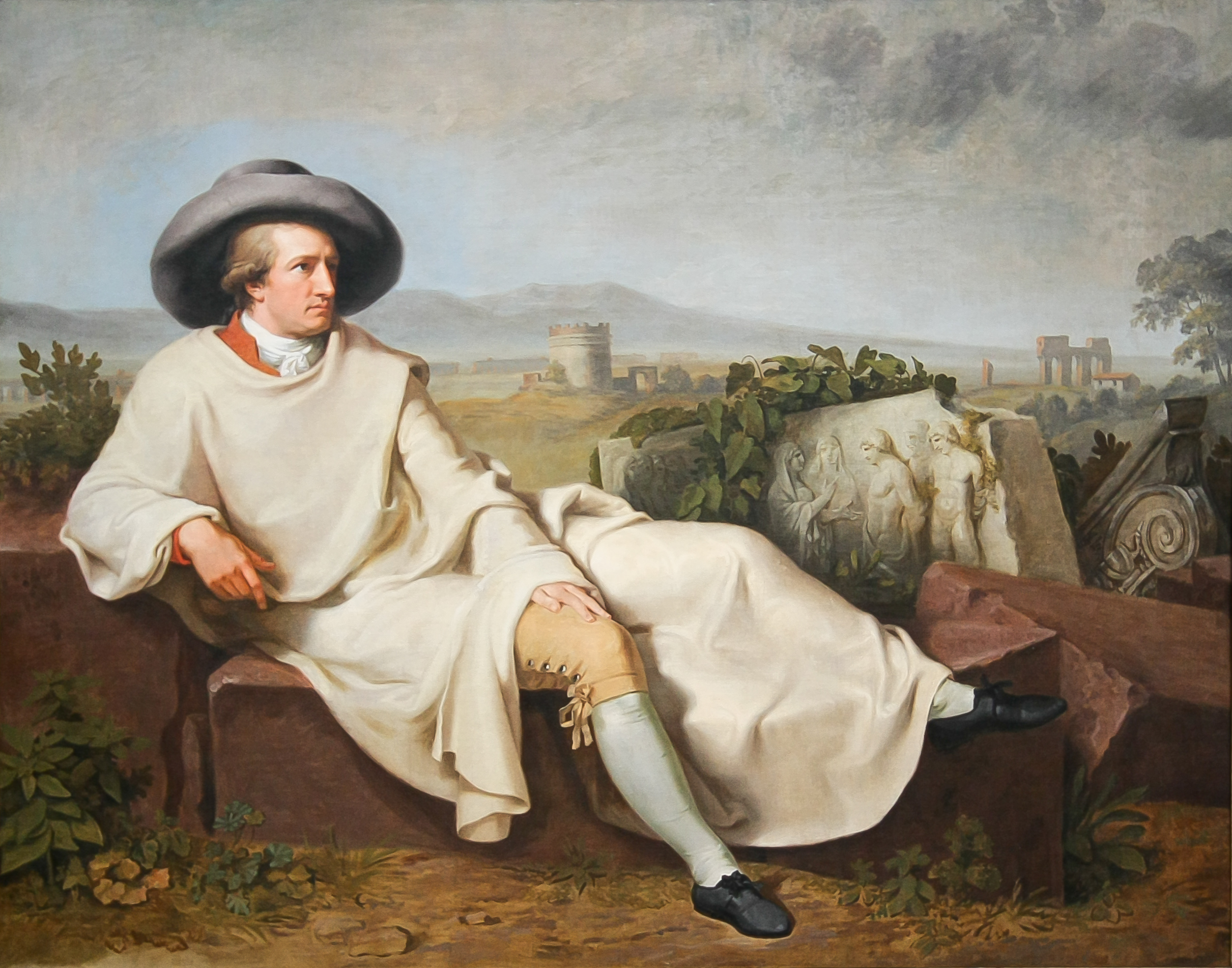
Goethe dans la campagne romaine, par Tischbein (1787).

### Moyen-Âge
Dès le Moyen Âge, les étudiants de familles nobles pratiquaient la peregrinatio academica, pérégrination académique consistant à se « déplacer » d'une université à l'autre. Cette pratique médiévale perdit progressivement son sens avec la coupure de l'Europe universitaire, à partir du XVIe siècle, en fonction des barrières confessionnelles et étatiques, puis avec la disparition du latin comme langue internationale d'enseignement universitaire,. L'Europe chrétienne, notamment la Sicile, fut également visitée, entre le Xe siècle et le XIIe siècle, par de grands géographes arabes.

### DeXVIeauXVIIIesiècle
La pratique renaquit au milieu du XVIe siècle sous le nom de Grand Tour, appelé aussi, dans les pays du Saint-Empire romain germanique, Junkerfahrt ou Cavaliertour, qui avait d'abord pour but de parfaire les humanités et la pratique des arts de la cour (art équestre, escrime, musique, danse) des jeunes gens de l'aristocratie. Le voyage leur permettait de devenir un « compleat gentleman » (Peacham, 1623). Il servait à la formation politique des jeunes gens, leur permettant de comparer les systèmes politiques de Grande-Bretagne (puis du Royaume-Uni) et des États continentaux. Il leur permettait aussi de nouer des liens amicaux avec des individus du même milieu social, promis au même type d'avenir diplomatique, militaire, politique ou commercial dans les autres pays. La découverte de la superstition des populations rencontrées était aussi censée renforcer l'anglicanisme des voyageurs. C'était au cours du Grand Tour enfin que les jeunes gens se frottaient aux langues vivantes. Le Grand Tour avait parfois une dernière fonction éducatrice : l'éducation sexuelle. L'étape à Venise avait longtemps servi ce but, servant à traiter des chagrins d'amour ou offrant un programme érotique inavoué. Pour ceux allant plus loin, l'idée était la même. Le premier voyage de Lord Byron, accompagné de Hobhouse fut un voyage typique du Grand Tour, avec le double but de la formation intellectuelle et virile. Il écrivait à sa mère qu'il voyageait pour sa formation intellectuelle : « Je pars maintenant pour Athènes pour apprendre le grec moderne qui diffère tant du grec ancien, tout en en étant radicalement similaire ».  En même temps, juste avant de s'embarquer, il précisait à Henry Drury ce que leur ami commun Hobhouse prévoyait de : « se rembourser en Turquie d'une vie de chasteté exemplaire à la maison en accordant son beau corps à l'intégralité du Divan ». Cependant d'autres familles, notamment allemandes et hollandaises, chaperonnaient leur fils avec un tuteur strict pour les surveiller et leur empêcher ce genre de relations, de peur que leur fils ne soit victime de maladies vénériennes. C'était notamment le cas des riches familles de négociants qui ensuite plaçaient leur fils dans différents bureaux ou comptoirs de leur réseau et ne voulaient pas courir de risque mortel.
Au retour, le voyage avait une fonction sociale. Il constituait un élément de reconnaissance ou d'ascension sociale. Il affirmait les moyens financiers, et la culture du voyageur, avant son départ, et à son retour. Le but du voyage n'était pas d'aller voir autre chose, d'aller se forger une culture propre, mais d'aller voir ce qui devait être vu, de se forger une culture commune. L'important était de pouvoir au retour partager des anecdotes et des souvenirs. C'était pour cette raison que l'on visitait toujours les mêmes hauts lieux culturels. Le récit de voyage avait alors une fonction importante, celle de faire reconnaître cette expérience acquise et cette culture commune qui renforceraient les liens sociaux.
Au cours de ces voyages, les jeunes gens achetaient, suivant leurs moyens, des pièces d’art et d’antiquités et visitaient les ruines antiques romaines, ainsi que Pompéi et Herculanum qui avaient été récemment découverts. Au retour, les jeunes gens pouvaient alors adhérer à la Société des Dilettanti, puisque la principale condition pour y entrer était d'avoir voyagé en Italie et d'avoir un intérêt pour l'art et les antiquités. Une étape importante du voyage était la réalisation pendant leur séjour prolongé à Rome d'un portrait par l'un des peintres en vue du moment. Parmi les peintres italiens qui bénéficiaient de cette clientèle, citons Pompeo Batoni. De nombreux peintres, graveurs et sculpteurs étrangers vivant à Rome, notamment les élèves de l’Académie de France à Rome, bénéficiaient aussi de cette pratique. Ils vendaient leurs œuvres et parfois louaient leur service en tant que guide. Il en est ainsi pour les Allemands Mengs et Maron par exemple. Les voyageurs les plus fortunés se faisaient peindre à côté d'un monument célèbre, d'autres achetaient des vues peintes ou gravées des monuments visités (voir Abraham-Louis-Rodolphe Ducros à Rome et à Naples). Ces souvenirs, disposés dans leurs demeures, rappelaient aux visiteurs qu'ils avaient eu le privilège de voyager aux sources du monde civilisé.
La pratique du Grand Tour devint moins fréquente pendant les guerres de la Révolution et de l’Empire. Le continent proche étant interdit, les jeunes gens partirent donc plus loin, vers la Grèce et le Levant. Le Grand Tour reprit à la Restauration sans connaître toutefois la popularité du siècle précèdent.
Le Grand Tour occasionnait la publication de nombreux livres de voyage et guides dont un des premiers utilisé fut An Account of Some of the Statues, Bas-Reliefs, Drawings, and Pictures in Italy (1722), écrit par les peintres britanniques Jonathan Richardson (1665-1745) et son fils Jonathan Richardson le Jeune (1694-1771).

### XIXesiècle
Au XIXe siècle, avec l'industrialisation des modes de transport et la démocratisation des voyages, leur élargissement à de nouvelles classes sociales et l'apparition des premières agences de voyage, ceux qui se rendent en Italie s'intéressent plus particulièrement à l'actualité politique et militaire qui conduit à l'unification du pays en 1870.
Afin de contourner la censure, les artistes choisissent des sujets ou des styles italianisant, en résonance avec l'actualité de la Péninsule.

## Quelques voyageurs du Grand Tour

### Artistes francophones
Dans son ouvrage Le Grand Tour revisité : pour une archéologie du tourisme : le voyage des Français en Italie, début XVIIIe milieu XIXe siècle , Gilles Bertrand, présente une liste (non exhaustive précise-t-il), « des voyageurs français, suisses francophones et wallons en Italie » entre 1750 et 1815, plus quelques noms de voyageurs ayant visité l’Italie quelques années avant cette période. Si nombre d'entre eux ne sont pas entrés dans la postérité, d'autres sont devenus célèbres.
En voici quelques-uns, parmi les plus connus, dans l'ordre chronologique :
- Avant 1750 : 
  - 1714 - Charles André van Loo (1705-1765), peintre français (a effectué un second voyage en 1728) ;
  - 1722 - Bouchardon (1698-1762), sculpteur français ;
  - 1724 - Melchior de Polignac (1661-1741), prélat français (cardinal) ;
  - 1728 - Montesquieu (1689-1755), écrivain  et philosophe français ;
  - 1728 - François Boucher (1703-1770), peintre français ;
  - 1729 - Étienne de Silhouette (1709-1767), contrôleur des finances de Louis XV ;
  - 1730 - Buffon (1707-1788), naturaliste et écrivain français ;
  - 1731 - Jacques-Germain Soufflot (1713-1780), architecte français (a effectué un second voyage en 1750) ;
  - 1749 - L'Abbé Nollet (1700-1770), prêtre catholique et physicien français.
- Entre 1750 et 1815 :
  - 1754 - Duc de Choiseul (1719-1785), ministre de Louis XV ;
  - 1754 - Hubert Robert (1733-1808), peintre français ;
  - 1755 - Jean-Baptiste Greuze (1725-1805), peintre français ;
  - 1756 - Jean-Honoré Fragonard (1732-1806), peintre français (a effectué un second voyage en 1773) ;
  - 1759 - André Grétry (1741-1813), compositeur wallon et français ;
  - 1762 - Louis Alexandre de La Rochefoucauld (1743-1792), homme politique français (a effectué un second voyage en 1765 ;
  - 1764 - Jean-Antoine Houdon (1741-1828), sculpteur français ;
  - 1765 - Condillac (1715-1780), abbé et philosophe français ;
  - 1770 - D'Alembert (1717-1783), mathématicien, philosophe et encyclopédiste français ;
  - 1770 - Condorcet (1743-1794), mathématicien et homme politique français ;
  - 1772 - Horace Bénédict de Saussure (1740-1799), naturaliste, physicien et géologue suisse ;
  - 1775 - Cassini IV (1748-1845), astronome et cartographe français ;
  - 1775 - Jacques-Louis David (1748-1825), peintre français (a effectué un second voyage en 1784) ;
  - 1775 - Marquis de Sade (1740-1814), écrivain français ;
  - 1777 - Vivant Denon (1747-1825), historien de l'art et diplomate français (a effectué d'autres voyages en 1788, 1805 et 1811) ;
  - 1789 - Comte d'Artois (1757-1830), futur roi de France Charles X ;
  - 1789 - Élisabeth Vigée Le Brun (1755-1842), peintre portraitiste française, proche de la reine Marie-Antoinette ;
  - 1790 - Girodet (1767-1824), peintre français ;
  - 1790 - François Gérard (1770-1837), peintre français ;
  - 1790 - Joseph de Maistre (1753-1821), écrivain et philosophe et homme politique français ;
  - 1795 - Sismondi (1773-1842), historien et économiste suisse ;
  - 1796 - Gaspard Monge (1746-1818), mathématicien français ;
  - 1798 - Paul-Louis Courier (1772-1825), écrivain et pamphlétaire français ;
  - 1800 - Stendhal (1783-1842), écrivain français ;
  - 1800 - Choderlos de Laclos (1741-1803), écrivain et officier français ;
  - 1803 - Chateaubriand (1768-1848), écrivain français ;
  - 1804 - Madame de Staël (1766-1817), écrivaine genevoise et française ;
  - 1805 - Joseph Louis Gay-Lussac (1778-1850), chimiste français ;
  - 1807 - Duc d'Orléans (1773-1850), futur roi des français Louis-Philippe Ier ;
  - 1808 - Georges Cuvier (1769-1832), naturaliste français ;
  - 1811 - Alphonse de Lamartine (1790-1869), poète et écrivain français.

### Autres artistes
Dans la liste de l'ouvrage de Gilles Bertrand, ne sont répertoriés que les francophones natifs: français, suisses, wallons.
D'autres artistes européens font ce voyage pour étudier ou même y exercer leurs talents. Certains s'y installent au long cours. À titre d'exemples de non francophones :
- Adam Elsheimer (1578-1610), peintre allemand se rend à Venise en 1598, puis à Rome à partir de 1600.
- Diego Vélasquez (1599-1660). Le roi d'Espagne lui offre un voyage de deux ans en Italie en 1629. Il rejoint Venise, part pour Ferrare et sa région, visite également Milan, Bologne et Loreto. On peut suivre son voyage à travers les dépêches des ambassadeurs qui s'occupaient de lui comme d'un personnage important[11]. Il fait un deuxième voyage en 1649 lors duquel son étape principale est Rome où il fait de nombreuses acquisitions d'œuvres d'art.
- Henry Anderton (1630-1667) portraitiste anglais
- Luis Meléndez (1716-1780), peintre espagnol, voyage en Italie en 1699, et s’installe définitivement à Naples. Il reste près de vingt ans à l'étranger, avant de rentrer à Madrid en 1717.
- Joshua Reynolds (1723-1792), peintre britannique s'installe à Rome en 1749 grâce à l'argent envoyé par ses sœurs, et y reste deux années. De ce séjour, nous sont parvenus deux carnets d'esquisses (British Museum) dans de grandes sanguines d'après des motifs de Raphaël, et des dessins de fresques et sculptures romaines. En avril 1752, après avoir visité Naples, il remonte vers Florence, Bologne, Venise puis arrive à Paris.
- Anton Raphael Mengs (1728-1779), peintre allemand devient directeur de l'Académie de peinture nouvellement érigée sur le Capitole de Rome en 1754 où il séjourne jusqu'en 1761, date à laquelle il se rend à Madrid. Il revient en Italie en 1769, et exerce son art à Rome et Florence.
- Angelica Kauffmann (1741-1807), peintre autrichienne, voyage en Italie avec son père en 1760 pour étudier les antiques et l'art de la Renaissance. Ils séjournent à Milan, Modène, Parme, et Florence. Le 5 octobre 1762, elle est nommée membre d'honneur de l'Académie des beaux-arts de Bologne, puis se fixe à Rome et voyage à Naples et à Ischia. Le 5 mai 1765, elle est acceptée comme membre de l'Accademia di San Luca de Rome, puis se rend à Venise en passant par Bologne. Elle poursuit sa carrière à Londres, avant de revenir à Rome en 1782.
- Henry Raeburn (1756-1823), portraitiste écossais, fait un voyage d'étude de deux ans en Italie sur les conseils de Joshua Reynolds. À Rome, il rencontre Gavin Hamilton, Pompeo Batoni et le marchand et collectionneur James Byers.

#### Ouvrages
- (fr) Gilles Bertrand, Le Grand Tour revisité : pour une archéologie du tourisme : le voyage des Français en Italie, milieu XVIIIe siècle-début XIXe siècle, Rome, École française de Rome, 2008, 791 p.  (ISBN 2728307938) (lire en ligne)
- (en) Jeremy  Black, The British abroad. The Grand Tour in the Eighteenth century, Stroud, Allan Sutton/New York, St. Martin’s Press, 1992 ; rééd., Stroud, Allan Sutton  2003 ; Stroud, History Press, 2009
- (en) Elizabeth Bohls et Ian Duncan, ed., Travel Writing 1700-1830: An Anthology, Oxford University Press, 2005  (ISBN 0-19-284051-7)
- (it) Cesare De Seta, L’Italia del Grand Tour. Da Montaigne a Goethe, Naples, Electa Napoli, 1992; rééd., 2001
- (it) Cesare De Seta, L' Italia nello specchio del grand tour, Milan, Rizzoli, 2014, 475 p.  (ISBN 978-88-17-07818-4)
- (fr) Attilio Brilli, Quand voyager était un art : le roman du grand tour, Paris, G. Monfort, 2001  (ISBN 2-85226-534-6)
- (fr) Anthony Burgess et Francis Haskell, Le Grand Siècle du Voyage (1967), Paris, Albin Michel, 1968
- (en) Edward Chaney, The Evolution of the Grand Tour: Anglo-Italian Cultural Relations since the Renaissance (Frank Cass, Londres et Portland OR, 1998, réed. 2000)
- (en) Edward Chaney ed. (2003), The Evolution of English Collecting (Yale University Press, New Haven et Londres, 2003)
- (en) Edward Chaney, Timothy Wilks, The Jacobean Grand Tour. Early Stuart Travellers in Europe, Londres, New York, I.B. Tauris, 2014
- (nl) Anna Frank Van Westrienen, De Groote Tour. Tekening van de educatiereis der Nederlanders in de Zeventiede eeuw, Amsterdam, 1983
- (de) Christoph Henning, Reiselust - Touristen, Tourismus und Urlaubskultur, Suhrkamp, Francfort-sur-le-Main, 1999  (ISBN 3-518-39501-7)
- (en) Christopher Hibbert, The Grand Tour, Londres, Thames Methuen, 1987
- (de) Hans-Joachim Knebel: Die „Grand Tour“ des jungen Adeligen. In: Tourismus - Arbeitstexte für den Unterricht. Reclam, Stuttgart 1981  (ISBN 3-15-009564-6)
- (de) Mathis Leibetseder, Die Kavalierstour. Adelige Erziehungsreisen im 17. und 18. Jahrhundert, Cologne, Böhlau, 2004
- (en) Geoffrey Trease, The Grand Tour, Londres, Heinemann, 1967
- (fr) Jean-Claude Simoën, Le Voyage en Italie : coffret 2 volumes, Jean-Claude Lattès, 1994
- (en) Andrew Wilton and Maria Bignamini, Grand Tour: The Lure of Italy in the Eighteenth-Century (catalogue d'exposition), Londres, 1996
- Baptiste Roelly (sous la dir. de), Regarder l'histoire de face : L'Italie au XIXe siècle au musée Condé, Dijon, Éditions Faton, 2023, 124 p. (ISBN 978-2-87844-341-7).

#### Thèses et articles
- (fr) Gilles Bertrand, « Grand Tour (tourisme, touriste) », dans Olivier Christin, dir., Dictionnaire des concepts nomades en sciences humaines, Paris, Métailié, 2010, pp. 171-187
- Gilles Bertrand, « Le voyage et les usages de l’espace méditerranéen à l’époque du Grand Tour », ILCEA (Revue de l’Institut des langues et cultures d'Europe, Amérique, Afrique, Asie et Australie), vol. 28,‎ 2017, p. 7 (ISSN 2101-0609, lire en ligne, consulté le 28 février 2018).
- (fr) Jean Boutier, « Le grand tour : une pratique d’éducation des noblesses européennes (XVIe – XVIIIe siècles) », in Le voyage à l’époque moderne, Bulletin de l’Association des Historiens modernistes des Universités, n°27, Paris, Presses de l’Université de Paris-Sorbonne, 2004, p. 7-21. (lire en ligne)
- (fr) Numa Broc, La Géographie des philosophes: géographes et voyageurs français au XVIIIe siècle, thèse, université de Montpellier, 1972.
- (en) Joseph Burke, « The Grand Tour and the Rule of Taste » in Studies in the Eighteenth Century, Canberra, ANUP, 1968, pp. 231-250.
- (en) James Buzard (2002), « The Grand Tour and after (1660-1840) » in The Cambridge Companion to Travel Writing  (ISBN 0-521-78140-X)
- (en) Edward Chaney (1985), The Grand Tour and the Great Rebellion: Richard Lassels and 'The Voyage of Italy' in the seventeenth century, CIRVI, Genève-Turin, 1985.
- (fr) Pierre Chessex, « Grand Tour », in Dictionnaire européen des Lumières, Paris, PUF, 1997, pp. 518-521  (ISBN 2 13 048824 2).
- (it) V. I. Comparato, « Viaggiatori inglesi », Quaderni Storici, 1979, 42, pp. 850-886.
- (it) Cesare De Seta, L'Italia nello specchio del Grand Tour, Storia d'Italia: Annali 5, Turin, Einaudi, 1982, pp. 127-263.
- (en) Paul Fussell, « The Eighteenth Century and the Grand Tour », The Norton Book of Travel, 1987  (ISBN 0-393-02481-4)
- (de) Thomas Kuster, Das italienische Reisetagebuch Kaiser Franz I. von Österreich aus dem Jahr 1819. Eine kritische Edition. phil. Diss. Innsbruck 2004.